# Supercoppa di Croazia 2005
La Supercoppa di Croazia 2005 è stata la 7ª edizione di tale competizione. Si è disputata il 15 luglio 2005 allo Stadio di Poljud di Spalato. La sfida ha visto contrapposti l'Hajduk Spalato, campione di Croazia, e il Rijeka, trionfatore nella Coppa di Croazia 2004-2005. L'Hajduk, grazie ad un 1-0 maturato ai tempi supplementari, si è aggiudicato per la quinta volta nella sua storia questo trofeo.

## Tabellino
| Arbitro: | Željko Širić (Osijek) |

|               |           |  |
| Kranjčar 103’ | Marcatori |  |